# Heleomyza bisetata
Heleomyza bisetata är en tvåvingeart som först beskrevs av Garrett 1922.  Heleomyza bisetata ingår i släktet Heleomyza och familjen myllflugor. Inga underarter finns listade i Catalogue of Life.